# Поздняя Цзинь
Поздняя Цзинь (кит. трад. 後金, упр. 后金, пиньинь Hòu Jīn) — чжурчжэньское (маньчжурское) государство, существовавшее в Маньчжурии в начале XVII века.
В начале XVII века вождь живших в Маньчжурии оседлых чжурчжэней Нурхаци (1559—1626) сумел не только сплотить под своим началом несколько десятков разрозненных племён, но и заложить основы политической организации. Претендуя на родство с чжурчжэньской династией Цзинь, Нурхаци объявил свой клан «Золотым родом» (Айсинь Гьоро). Роду Нурхаци принадлежало владение Маньчжоу.
В 1585—1589 годах Нурхаци, подчинив племена минского вэя Цзяньчжоу (своих непосредственных соседей), объединил их с населением Маньчжоу. Затем он приступил к покорению соседних племён. За два десятилетия маньчжуры совершили около 20 военных экспедиций против соседей. Для укрепления своего положения Нурхаци предпринял поездку в Пекин, где был представлен на аудиенции императору Ваньли.
В 1589 году Нурхаци объявил себя ваном (великим князем), а в 1596 году — ваном государства Цзяньчжоу. Его союзники — восточномонгольские князья — поднесли ему в 1606 титул Кундулэн-хана. В 1616 году Нурхаци провозгласил воссоздание чжурчжэньского государства Цзинь (в истории стало известно как «Поздняя Цзинь»), а себя объявил его ханом. Столицей этого государства стал город Синцзин (兴京, маньчжурское название — Хэту-ала, современный посёлок Юнлин в Синьбинь-Маньчжурском автономном уезде провинции Ляонин). Благодаря дипломатической и военной активности Нурхаци, к 1619 году в рамках нового государства было объединено большинство чжурчжэньских племён.
В 1621 году маньчжуры вторглись в Ляодун и разбили китайские войска. Нурхаци осадил и взял штурмом город Шэньян (получивший маньчжурское название «Мукден»), и город Ляоян. Весь этот край оказался в руках хана Нурхаци. Решив прочно закрепиться на захваченной территории, он не стал угонять покорённое население в Маньчжоу, оставив его и своё войско в Ляодуне, а столицу из Синцзина перенёс в 1625 году в Мукден.
После смерти Нурхаци в 1626 году ему наследовал сын Абахай. К своему маньчжурскому имени Абахай присоединил второе, китайское — Хуантайцзи, а для своего правления принял девиз «Тяньцун» («Покорный Велению Неба»). Продолжая дело отца, Абахай подчинил ещё остававшихся независимыми чжурчжэньских вождей. С 1629 года по начало 40-х годов XVII века Абахай совершил около десяти походов на соседние племена.
Поход на Китай в 1627 году под руководством самого Абахая не дал ощутимых результатов. Поскольку Корея, как вассал Китая, всячески поддерживала династию Мин, маньчжуры вторглись в эту страну, начались массовые убийства и грабежи. Корейский ван был вынужден уступить силе, заключить мир с Маньчжоу, уплатить ему дань и наладить торговлю с победителями.
В связи с укреплением китайской обороны, для завоевания северного Китая нужно было обойти регион Ляоси (часть Ляонина к западу от реки Ляо), а это было возможно только через Южную Монголию. Абахай привлёк на свою сторону многих монгольских правителей и поддержал их в борьбе против Лигдан-хана — правителя Чахара, пытавшегося восстановить империю Чингисхана. В обмен на это Абахай обязал монгольских правителей участвовать в войне против Китая. Уже в 1629 году конница Абахая обошла крепости Ляоси с запада, прорвалась через Великую стену и оказалась у стен Пекина, где началась паника. С богатой добычей войска Абахая ушли восвояси. Кроме того, после разгрома Чахара, Абахай заявил, что он завладел императорской печатью монгольской династии Юань, которая именовалась «Печать Чингис-хана».
В 1636 году Абахай дал династии новое имя — «Цин», а подданных повелел именовать не «чжурчжэнями», а «маньчжурами». Новое государство маньчжуров отныне стало называться Цин — по наименованию династии. К титулу «хуанди» (император) Абахай присоединил его монгольский аналог «богдохан», ибо в состав Маньчжурской империи вошла часть Южной Монголии.